# Еникс
Еникс (на испански: Enix) е населено място и община в Испания. Намира се в провинция Алмерия, в състава на автономната област Андалусия. Общината влиза в състава на района (комарка) Пониенте Алмериенсе. Заема площ от 67 km². Населението му е 469 души (по данни от 2010 г.). Разстоянието до административния център на провинцията е 25 km.

## Демография
| 1996 | 1998 | 1999 | 2000 | 2001 | 2002 | 2003 | 2004 | 2005 | 2006 |
| ---- | ---- | ---- | ---- | ---- | ---- | ---- | ---- | ---- | ---- |
| 223  | 232  | 284  | 289  | 283  | 281  | 302  | 315  | 322  | 335  |